# Emmeline Deane

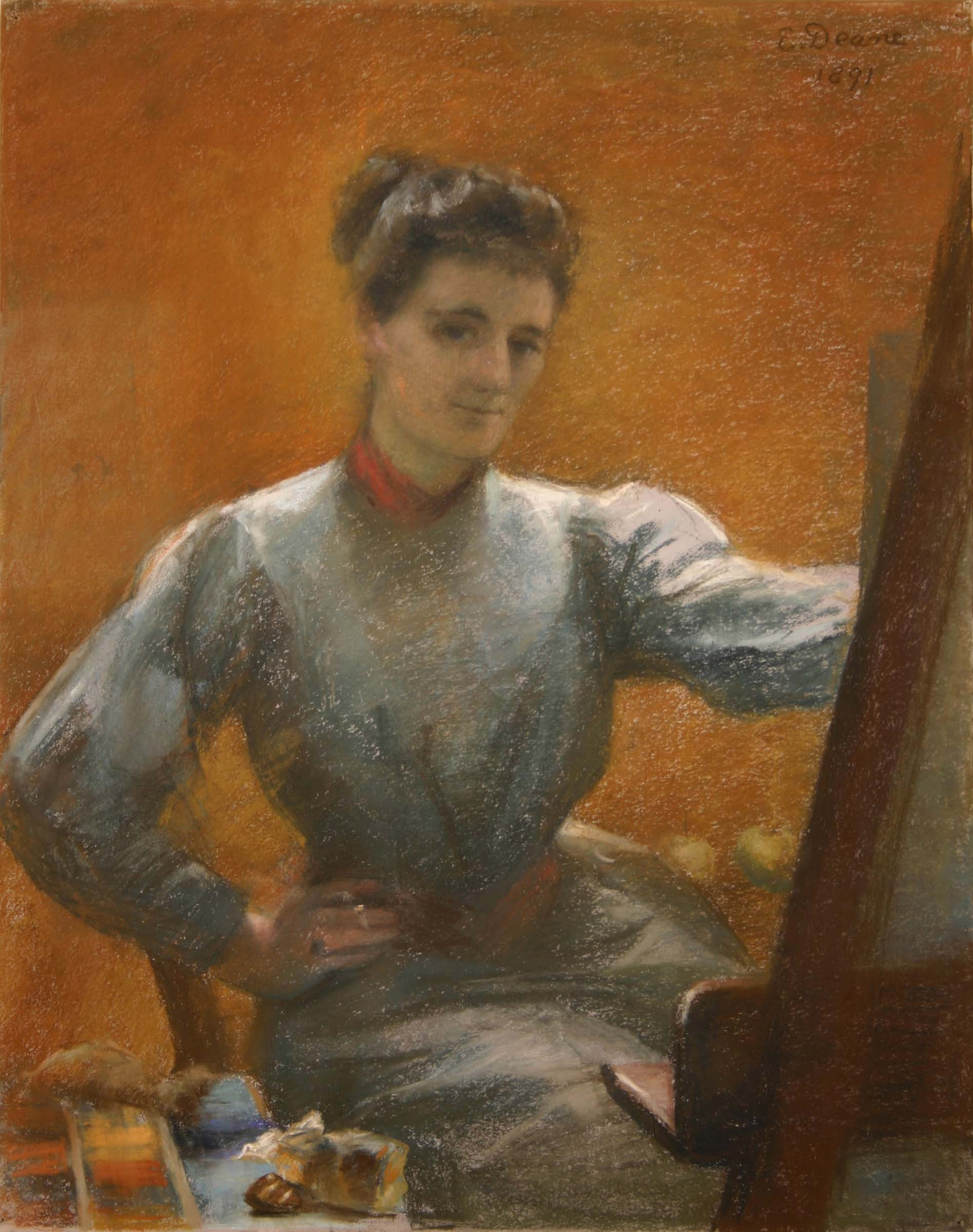
Emmeline Deane: Selbstporträt (1891)

Emmeline Deane (1858 in Bath, Vereinigtes Königreich – 1944) war eine britische Malerin.

## Leben
Emmeline Deane wurde in Bath, Vereinigtes Königreich, als jüngstes von 13 Kindern in einer Großfamilie geboren, aus der mehrere Schriftsteller und Künstler hervorgingen. Deane erwarb eine Kunstausbildung in Paris und stellte mehrmals an der Royal Academy of Arts London aus. Sie blieb ledig und konnte auf Grund finanzieller Möglichkeiten viele Reisen unternehmen und sich intensiv der Malerei widmen. Sie war u. a. zu Gast bei der Malerin Helen Lavinia Cochrane auf der Villa Rezzola nahe Lerici in Ligurien und fertigte einige Bilder des Parks an.

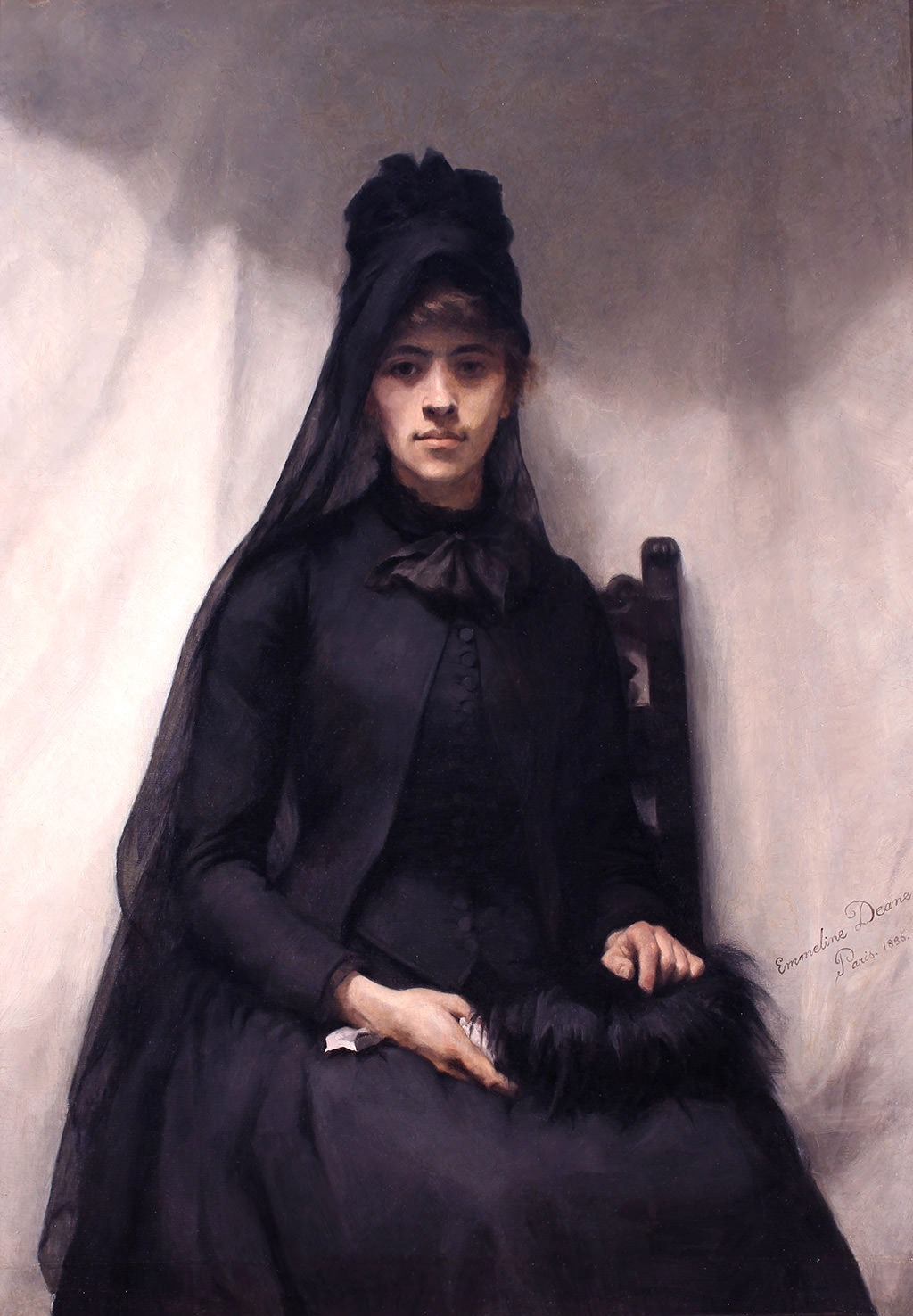
Emmeline Deane: Porträt Anna Bilinska

Deane wurde insbesondere für ihre Portraitmalerei geschätzt; ein berühmtes Gemälde ist das 1884 entstandene Porträt ihrer polnischen Malerkollegin Anna Bilińska, das oft mit deren Selbstporträt von 1887 verglichen wird. Einige ihrer Werke, darunter das Porträt von Anna Bilińska, gelangten in den Besitz von Helen Lavinia Cochrane, die ihre Gemäldesammlung später der Victoria Art Gallery in Bath vermachte.

## Werke in Sammlungen
- National Portrait Gallery, London (Werke: Portrait John Newman, oil on canvas, 1889)
- Victoria Art Gallery, Bath (Werke: Mountain Torrent, Haute-Savoie, Frankreich 1924 / Portrait London Chair woman, 1931 / Portrait Anna Bilińska, 1884 / The Garden at Rezzola, Pugliola 1927)
- North Somerset Council, Heritage Center (Werke: Portrait Mary Agnes Smyth Pigott, 1893 / Portrait Cecil Hugh Smyth Pigott, 1891)
- National Trust, Clevedon Court (Werke: Portrait Sir Edmund Harry Elton, 1891)